# Roman de Beer
Roman de Beer (Johannesburg, 6 oktober 1994) is een Zuid-Afrikaans autocoureur.

## Carrière
De Beer begon in 1999 op vijfjarige leeftijd zijn autosportcarrière in het karting. Voor het grootste deel van zijn kartcarrière reed hij in Zuid-Afrika. In 2009 werd hij wereldkampioen in de Junior ROK-klasse.
In 2010 stapte De Beer over naar het formuleracing, waar hij ging rijden in de Formule Abarth voor het team Scuderia Victoria World. Hij behaalde twee podiumplaatsen op het Autodromo Enzo e Dino Ferrari en het Autodromo Riccardo Paletti. Mede hierdoor eindigde hij als negende in het kampioenschap met 53 punten.
In 2011 bleef De Beer in de Formule Abarth rijden, dat was opgesplitst in een Italiaans en een Europees kampioenschap. Hij reed echter maar drie raceweekenden mee in het Italiaanse kampioenschap en één in het Europese kampioenschap. In beide kampioenschappen behaalde hij één podiumplaats op het Misano World Circuit, waarmee hij in het Italiaanse kampioenschap als elfde en in het Europese kampioenschap als zestiende eindigde.
In 2012 maakte De Beer zijn debuut in de Formule 3 in het Italiaanse Formule 3-kampioenschap, wat ook was opgesplitst in een Italiaans en een Europees kampioenschap, voor Scuderia Victoria. In het Europese kampioenschap reed hij enkel mee als gastcoureur, maar in het Italiaanse kampioenschap reed hij wel mee om de punten. Met een vijfde plaats op Imola als beste resultaat eindigde hij, na het missen van drie van de zes raceweekenden, als twaalfde in het kampioenschap met 28 punten.
In 2013 had De Beer geen racezitje. In het seizoen 2014 maakte hij zijn GP3-debuut voor het Trident Racing team.